# Yanni
Yanni Chryssomallis (Γιάννης Χρυσομάλλης, Giannis Chrysomallis en griego; 14 de noviembre de 1954, Kalamata, Grecia) es un pianista y compositor griego, quien reúne los géneros orquestal, instrumental y lírico en sus composiciones e interpretaciones.

## Biografía
De niño le gustaba tocar el piano, el violín y la trompeta, aunque nunca cursó lecciones para estos instrumentos y tampoco sabía leer música. En su tiempo libre interpretaba canciones del momento para su familia. Era un buen nadador, incluso llegó a batir un récord nacional en 50 metros estilo libre, en Grecia.
En 1973, a los 18 años de edad, Yanni viajó a los Estados Unidos para estudiar psicología en la Universidad de Minnesota. Mientras estudiaba, Yanni tocó en público con el grupo Chameleon, donde conoció al excelente baterista Charlie Adams. Con Chameleon tuvieron un modesto éxito comercial, tocando en pueblos de Minnesota, Iowa, Wisconsin, Illinois y Dakota del Sur.
Finalmente se licenció en esa disciplina y obtuvo un título de grado.
Como psicólogo realizó trabajos acerca de Sigmund Freud, de quien se considera admirador.
Inmediatamente después de licenciarse, intentó hacer una carrera en la música, aunque no podía leer música y no había tenido educación musical formal.[cita requerida]
Utilizando su propia notación musical, empezó a escribir sus propias canciones originales.[cita requerida] Con Chameleon publicaron varios discos, de escaso éxito comercial.
Finalmente Yanni se cansó del Rock y del Pop, y empezó a enfocarse en su carrera como solista, tocando los teclados.
A fines de los años ochenta se mudó a Los Ángeles, donde formó un pequeño grupo con el baterista Charlie Adams y John Tesh.[cita requerida]
Su música se ha descrito como de Nueva Era, aunque él prefiere llamarla «Instrumental Contemporánea». Ha sido considerada con propiedades de Efecto Mozart.
Sus composiciones también incluyen baladas románticas.
En 1992 publicó el álbum Dare to Dream, cuya canción Aria fue nominada para un Grammy y popularizada en un anuncio comercial de British Airways. También se utilizó su música en la película I Love You Perfect.
Su música, de carácter instrumental y melódico, es de tipo orquestal. Sus temas se han utilizado como bandas sonoras para el cine, la televisión, los torneos deportivos, el teatro y los Juegos Olímpicos.
Su mayor éxito comercial se produjo con la presentación de su álbum y vídeo, Yanni Live at the Acropolis, filmado el 25 de septiembre de 1993 en el Odeón de Herodes Ático, con 2000 años de antigüedad, en Atenas, y editado en 1994. El concierto, situado en un entorno arquitectónico protegido por las entidades culturales de este patrimonio milenario, fue autorizado de manera extraordinaria y exclusiva, debido a las implicaciones del sonido, por las autoridades griegas. Este fue su primer álbum en directo y utilizó una magnífica y compleja orquesta, además de sus propios intérpretes. Bajo la supervisión del director Shardad Rohani, y la Orquesta Filarmónica Real.[cita requerida]
{{demostrar |Posteriormente, el concierto fue retransmitido en Estados Unidos en el Public Broadcasting Service, y rápidamente llegó a ser uno de sus programas de mayor popularidad. Se ha mantenido estable en los éxitos mundiales desde su presentación y es el segundo vídeo musical de mayor éxito de ventas de todos los tiempos. Se llegaron a vender a nivel mundial, más de 10 millones de copias.
Los temas One man´s dream, Until the last moment y Nostalgia son versiones de producciones anteriores.
{{demostrar |Con motivo del quincuagésimo aniversario de la República Popular China, fue el primer músico que actuó en la Ciudad Prohibida. Este concierto está recogido en el álbum Tribute, junto a las interpretaciones en el Taj Mahal, uno de los sitios turísticos más conocidos de la India, construido en el siglo XVII.
El concierto cuenta con  músicos internacionales, al igual que en su concierto en la Acrópolis, en los que se ha destacado la violinista Karen Briggs, el guitarrista peruano Ramón Stagnaro, la cantante norteamericana Vann Johnson y el músico venezolano Pedro Eustache.
En el año 2000 grabó su duodécima producción, con el nombre de If I Could Tell You, volviendo a cautivar a su público con nuevos ritmos, influido por su última gira realizada por Asia oriental, resaltando composiciones como On Sacred Ground, Wishing Well y If I Could Tell You.
En el 2003 Yanni reapareció con su primer álbum de estilo lírico, llamado Ethnicity, con nuevos ritmos. Este es su disco más variado en cuestión de cultura musical, ya que incluye instrumentos casi desconocidos para el público kitsch, como el diyiridú australiano.
En febrero de 2003, coincidiendo con el lanzamiento de su decimotercer álbum Ethnicity, sale a la luz la autobiografía de este intérprete y compositor, llamada Yanni in Words, coescrita por David Rensin. En ella relata su infancia en Grecia, sus años en la Universidad de Minnesota, su éxito como artista internacional junto con la exploración de su proceso creativo y su relación de nueve años con la actriz Linda Evans (1942–).
Más tarde realizó una gira mundial llamada Yanni Live! World Tour a la que dedicó alrededor de dos años viajando por Estados Unidos y Canadá.
Tras pasar casi 8 años sin sacar a la venta un CD en directo, Yanni regresó en otoño de 2006 con la presentación de una nueva producción grabada en vivo dentro de su última actuación de 2004 en Las Vegas.
Yanni realizó hace unos años una composición dedicada a su madre, llamada “Felitsa”, quien murió el 20 de mayo de 2006 en su tierra natal, Kalamata.
Yanni, desde entonces, realizó un cambio de apariencia cortándose el cabello y rebajando su gran bigote. Regresó a los estudios de grabación donde concibió el proyecto Yanni Voices, que pretende ser un espectáculo que une su maestría con las voces de intérpretes conocidos en castellano.
El 15 de agosto de 2006 presentó una nueva producción, Yanni Live! The Concert Event, y después en septiembre un DVD.
Según sus mánagers y por sus propios comentarios, tenía pensado realizar un concierto especial y solemne en las pirámides de Teotihuacán, en México. El 13 de noviembre de 2008 presentó su espectáculo Yanni Voices and Special Guests en el Forum Mundo Imperial, en Acapulco (México). En marzo de 2009, Yanni publicó el disco titulado Yanni Voces , compendio del espectáculo ofrecido en Acapulco, en el que destaca la participación de Olga Tañón (1967), Willy Chirino, Cristian Castro, Lucero (actriz) y el regreso del mundialmente afamado cantante José José (1948).
El 8 de febrero de 2011 Yanni lanza su nuevo álbum de estudio: Truth of Touch.
El 15 de marzo de 2012 se publica su nuevo álbum "Yanni Live At El Morro, Puerto Rico".
Después de mucho tiempo planeado, por fin se concretó un concierto en el estado de Yucatán, México. El evento tuvo lugar el 2 de noviembre de 2013 en el exconvento de San Antonio de Padua en Izamal, Yucatán.
Según revelaciones en rueda de prensa el pasado 1 de noviembre de 2013 en el Gran Museo del Mundo Maya de Mérida, Yanni y Jorge Esma Basán prometieron la grabación del nuevo disco de Yanni en la Ciudad Maya de Chichen Itza por lo cual será grabado entre 2014 y 2015.
El 25 de febrero de 2014, Yanni anuncia el lanzamiento para la primavera próxima de un nuevo álbum llamado Inspirato, un disco que según el músico ha tardado 30 años en componer y 4 en ejecutar. Yanni se desliga en este trabajo del New Age para profundizar en la lírica y la música clásica, contando con artistas de la categoría de Plácido Domingo o Renée Fleming, que ponen voz a temas clásicos de Yanni. Inspirato salió a la venta el 29 de abril de 2014 con gran éxito de críticas.
El 29 de enero de 2016, Yanni saca a la venta su decimosexto álbum de estudio Sensuous Chill con 17 canciones (de las cuales 10 son nuevas). Yanni dice que este álbum fue el resultado de muchos años de esfuerzo.
En marzo de 2016, Yanni hace una serie de conciertos frente a las Pirámides de Egipto bajo el título de 'The Dream Concert' y este sale a la venta como CD y DVD en julio del mismo año.
A lo largo de todo 2017 y principios de 2018, Yanni lleva a cabo una serie de conversaciones íntimas con su público denominadas "Pure Yanni", en las que sus fanes les hacían preguntas y este respondía y tocaba el piano.
Luego de esto empieza su gira alrededor de Estados Unidos y Canadá para celebrar el 25 aniversario de su concierto en la Acrópolis.
El 18 de mayo de ese año saca una nueva canción llamada "Speed Demon". También, el 25 de septiembre del mismo año Yanni saca otro sencillo: "When Dreams Come True" (Cuando Los Sueños Se Hacen Realidad), una hermosa canción de piano solo.
En 2018, con motivo de celebrar el 25 aniversario del concierto en la Acrópolis, el 16 de noviembre salió a la venta una edición de lujo del concierto llamada '25 Anniversary Live At The Acropolis Deluxe Edition', el cual incluyó DVD, CD, Blu-ray, un folleto de 60 páginas con fotos, 3 canciones bonus y 25 minutos de entrevista con Yanni.

### Álbumes de estudio
- Optimystique (1980)
- Keys to Imagination (1986)
- Out of Silence (1987)
- Chameleon Days (30 de agosto de 1988)
- Niki Nana (24 de agosto de 1989)
- Reflections of Passion (7 de abril de 1990)
- In Celebration Of Life (12 de noviembre de 1991)
- Dare to Dream (17 de marzo de 1992)
- In My Time (6 de abril de 1993)
- Tribute (1997)
- If I Could Tell You (3 de octubre de 2000)
- Ethnicity (11 de febrero de 2003)
- Yanni Voices (24 de marzo de 2009)
- Mexicanísimo (9 de octubre de 2010) (My passion for México en su versión anglosajona)
- Truth of Touch (8 de febrero de 2011)
- Inspirato (29 de abril de 2014)
- Sensuous Chill (29 de enero de 2016)
- Un his purest form (junio de 2020)

### Videografía oficial y álbumes en vivo
- Yanni Live at the Acropolis (VHS, Disco laser, CD y DVD) (1994)
- Yanni Live At The Royal Albert Hall (VHS y DVD) (1995)
- Yanni Live At The Toji Temple (1995)[1]
- Yanni Live At The Auditorio Nacional (1995)
- One On One (VHS) (1996)
- Tribute (VHS, CD y DVD) (1997)
- Yanni Live! The Concert Event ( CD, DVD y Blu Ray) (2006)
- Yanni Voices (CD y DVD) (2009)
- Yanni Voices Live in Concert (En Acapulco) (DVD) (2009)
- Yanni Live at El Morro, Puerto Rico (CD+ DVD) (2012)
- The Dream Concert: Live from the Great Pyramids of Egypt (CD y DVD) (2016)
- Yanni 25 Anniversary Live At The Acropolis(CD,DVD y Blu-ray) (2018)

### Bandas sonoras: (Soundtracks)
- 1988 Steal the Sky
- 1989 I Love You Perfect
- 1990 She'll Take Romance
- 1990 When You Remember Me
- 1990 Children of the Bride
- 1988 Heart of Midnight
- 1994 Hua qi Shao Lin

### Recopilaciones
- 1987 Piano Two
- 1992 Romantic Moments
- 1997 Devotion (The Best of Yanni)
- 1997 Port of Mystery
- 1997 In The Mirror
- 1997 Nightbird
- 1999 Someday
- 1998 Forbidden Dreams: Encore Collection, Vol.2”
- 1999 The Private Years
- 1999 Love Songs
- 1997 Pure Moods
- 1999 John Tesh and Friends
- 1999 Winter Light
- 2000 Soaring Free
- 2000 The Very Best of Yanni
- 2003 Ultimate Yanni
- 2007 The Essential Music
- 2010 The inspiring journey

## Giras
- 1987: Out of Silence
- 1988: Chameleon Days
- 1990: Reflections of Passion
- 1991: Revolution In Sound
- 1992: Dare to Dream
- 1993: Yanni Live, The Symphony Concerts 1993
- 1994: Yanni Live, The Symphony Concerts 1994
- 1995: Yanni Live, The Symphony Concerts 1995
- 1997: Tribute
- 2003–4: Ethnicity
- 2004–5: Yanni Live!
- 2008–9: Yanni Voices
- 2009: Yanni Live in Concert
- 2012-13: Yanni World Tour
- 2016: Yanni North American Tour 2016